# خانه صفر علی باقر
خانه تاریخی صفر علی باقر مربوط به دوره قاجار است و در شهرستان اصفهان، بخش جلگه، روستای تاریخی قهی واقع شده و این اثر در تاریخ ۲۲ مرداد ۱۳۸۴ با شمارهٔ ثبت ۱۲۹۸۸ به‌عنوان یکی از آثار ملی ایران به ثبت رسیده است.